# سانهی، بخش بیشان
سانهی (به لاتین: Sanhe) یک منطقهٔ مسکونی در چین است که در شهرستان بیشان واقع شده‌است. سانهی ۲۸۴ متر بالاتر از سطح دریا واقع شده‌است.